# Xanthoparmelia spodochroa
Xanthoparmelia spodochroa är en lavart som först beskrevs av Kurok. & Filson, och fick sitt nu gällande namn av Elix. Xanthoparmelia spodochroa ingår i släktet Xanthoparmelia och familjen Parmeliaceae.   Inga underarter finns listade i Catalogue of Life.